# サンダカン
サンダカン（Sandakan）はマレーシア・サバ州にある都市で、州都コタキナバルに次ぐ第二の商業都市である。中国語では山打根と表す。
周囲にはマングローブやオランウータンの保護区が存在する。サンダカンには当時娼館の女将が造った日本人墓地があり、明治から大正にかけて生活のために身を売られてきた海外売春婦（からゆきさん）が葬られている。

## 歴史
1883年、イギリス領北ボルネオの首都がクダッからサンダカンに移された。
1930年代には、木材の輸出量が年間180,000 m3となり、南洋材の世界最大の輸出港となった。
第二次世界大戦中は、日本軍の占領下にあったが（日本占領時期のマラヤ）、連合国軍の激しい空襲を受け、歴史的建造物などはほとんど破壊されてしまった。また、空港建設に使役させていたオーストラリア・イギリス兵捕虜を収容したサンダカン捕虜収容所があり、サンダカン死の行進が起きた。戦後、宗主国がイギリスに代わり、1946年にジェセルトン(Jesselton)（現在のコタキナバル）へ首都が移されるまで、イギリス領北ボルネオの中心地として、その後も南洋材の積み出し港として栄えた。また1963年に、サラワク州やシンガポールと一緒にマレーシア（当時はマラヤ連邦）に加わった。

## 交通
- サンダカン空港

## サンダカンを舞台とした作品
- 山崎朋子著『サンダカン八番娼館』筑摩書房1972年 文藝春秋社 文春文庫 147-1 ISBN 4167147017（1975年1月）。1974年に熊井啓 監督によって映画化された。
- 1947年にアグネス・キース（英語版）によって書かれた回想録『三人は帰った（英語版）』[1][2]。1950年にクローデット・コルベール主演で『三人の帰宅（英語版）』として映画化された。ジーン・ネグレスコ監督。早川雪洲がボルネオ捕虜収容所長の菅辰次（英語版） 陸軍大佐（軍部の記録では中佐）を演じた[3][4]。